# داني روز
دانيال «داني» لي روز (بالإنجليزية: Danny Rose)‏ (ولد في 2 يوليو 1990 دونكاستر، جنوب يوركشاير) هو لاعب كرة قدم إنجليزي يلعب لنادي توتنهام هوتسبر.
بدء مشوار حيه مع نادى ليدز يونايتد قي قطاع الناشئين حتى انتقله إلى نادى توتنهام
يوم 25 يوليو 2007، وقعت روز توتنهام عن قيمة الصفقة في منطقة £ 1,000,000.
في مارس 2009 داني روز أعير إلى نادي واتفورد للفترة المتبقية من الموسم 2008-09.
يوم 29 سبتمبر 2009، وانضم روز إلى نادى بيتربرو على سبيل الإعارة حتى يناير 2010. روز عاد إلى توتنهام في 11 نوفمبر 2009.
لعب روز مباراة كامله لأول مرة لتوتنهام في كأس الاتحاد الإنجليزي (2-2) ضد ناديه السابق ليدز يونايتد. واستهجن روز من قبل مشجعي ناديه السابق.
قدم روز لأول مرة في الدوري الممتاز ضد ارسنال، وسجل الهدف الأول في المباراة بعد عشر دقائق حيث فاز توتنهام 2-1 في الدوري الإنجليزي الممتاز يوم 14 أبريل 2010 ووصف الهدف بأنه «من تسديدة مدوية حتى يتسنى لك سماع صوت حزاءه فوق ضجيج صاخب من الجمهور» في صحيفة التايمز واستشهد بها كواحد من أهداف الموسم من قبل المعلق اندي غراي.

## روابط خارجية
- داني روز على موقع IMDb (الإنجليزية)
- داني روز على موقع الاتحاد الأوربي (الإنجليزية)
- داني روز على موقع قاعدة بيانات كرة القدم.إي يو (الإنجليزية)
- داني روز على موقع ناشيونال فوتبول تيمز (الإنجليزية)
- داني روز على موقع Soccerbase.com (لاعب) (الإنجليزية)
- داني روز على موقع Soccerway.com (الإنجليزية)
- داني روز على موقع عالم كرة القدم.نت (الإنجليزية)
- داني روز على موقع كووورة
- داني روز على موقع أوليمبيديا (الإنجليزية)
- داني روز على موقع اللجنة الأولمبية البريطانية (الإنجليزية)
- داني روز على موقع AS.com (الإسبانية)